# Eunicella
Genre
Eunicella est un genre de cnidaires anthozoaires de la famille des Gorgoniidae (gorgones).

## Liste des espèces
- Eunicella cavolinii — Gorgone jaune
- Eunicella singularis — Gorgone blanche
- Eunicella verrucosa — Gorgone verruqueuse

Selon World Register of Marine Species (13 janvier 2023) :
- Eunicella albicans (Kölliker, 1865)
- Eunicella cavolini (Koch, 1887)
- Eunicella crinita Stiasny, 1938
- Eunicella filifica Grasshoff, 1992
- Eunicella filiformis (Studer, 1879)
- Eunicella filum Grasshoff, 1992
- Eunicella gazella Studer, 1878
- Eunicella gracilis Grasshoff, 1992
- Eunicella granulata Grasshoff, 1992
- Eunicella hendersoni Kükenthal, 1908
- Eunicella kochi (Studer, 1901)
- Eunicella labiata Thomson, 1927
- Eunicella lata Kükenthal, 1917
- Eunicella microthela  (Lamouroux, 1816)
- Eunicella palma (Esper)
- Eunicella papillifera Edwards & Haime, 1857
- Eunicella papillosa (Esper, 1797)
- Eunicella pendula Kükenthal, 1908
- Eunicella pillsbury Grasshoff, 1992
- Eunicella pustulosa Stiasny, 1935
- Eunicella racemosa (Milne Edwards & Haime, 1857)
- Eunicella rigida Kükenthal, 1908
- Eunicella singularis (Esper, 1791)
- Eunicella tricoronata Velimirov, 1971
- Eunicella verrucosa (Pallas, 1766)